# Dhayat Ben Dhahoua (distrito)
Dhayat Ben Dhahoua é um distrito localizado na província de Ghardaïa, Argélia. Sua capital e a cidade de Dhayet Bendhahoua. A população total do distrito era de 11 873 habitantes, em 2008.[carece de fontes?]

## Municípios
O distrito tem apenas um município:
- Dhayet Bendhahoua